# 바스 댐
바스 댐(سد البعث, Bendava Baas, ܣܟܪܐ ܕܒܥܬ Sekro d'Ba'ath)은 유프라테스강에 위치한 시리아 락까 주 락까로부터 22km 떨어진 상류에 위치한 댐이다. 1983년 공사를 시작하여 1986년에 완공되었다. 원래는 바스 댐으로부터 상류로 18km 떨어진 타브카 댐의 수위를 조절하고 수력발전을 통해 전기를 생산하기 위해 제작되었다. 바스 댐은 높이가 14m이고, 물터빈은 81MW의 전력을 생산할 수 있다. 바스 댐 저수지의 저수 면적은 0.09km3이다.